# Merv
Merv (tiếng Turkmen: Merw, Мерв, مرو; tiếng Ba Tư: مرو, Marv; trước đây là AchaemenesBa Tư Satrap của Margiana; sau đó là Alexandria và Antiochia ở Margiana; tiếng Hy Lạp: Ἀλεξάνδρεια or Ἀντιόχεια ἡ ἐν τῇ Μαργιανῇ) là một thành phố ốc đảo nằm tại Trung Á, trên con đường tơ lụa lịch sử, nằm gần Mary, Turkmenistan ngày nay. Một số thành phố đã tồn tại ở địa điểm này, điều này rất có ý nghĩa đối với việc trao đổi văn hóa và chính trị tại một địa điểm có vị trí chiến lược.
Các khu định cư của con người tại địa điểm của Merv cổ tồn tại từ thiên niên kỷ thứ 3 trước Công nguyên cho đến thế kỷ 18 sau Công nguyên. Trong suốt lịch sử, nó từng được cai trị bởi Đế quốc Achaemenes và sau đó là một loạt các vương quốc kế vị của Alexandria, Ả Rập, Thổ Nhĩ Kỳ, Ba Tư Safavid và nhiều triều đại nắm giữ nó trong các khoảng thời gian ngắn khác. Trong thế kỷ 12 và 13, nó đã trở thành một trong những thành phố lớn nhất thế giới, với dân số lên tới 500.000 người. Năm 1221, thành phố đã mở cổng cho những người Mông Cổ xâm lược; và kết quả là thành phố bị tàn phá. Các dấu tích lịch sử chỉ ra rằng, toàn bộ dân số (bao gồm cả người tị nạn) là một triệu người đã bị giết. Mặc dù được xây dựng lại sau sự tàn phá của Mông Cổ, thành phố đã không bao giờ lấy lại được sự thịnh vượng trước đây. Từ năm 1788 đến 1789, thành phố đã bị san bằng lần cuối cùng và những người dân còn lại đã bị trục xuất. Đến những năm 1800, thành phố này đã hoàn toàn vắng vẻ, chỉ còn là một tàn tích. Năm 1999, thành phố Merv cổ đã được UNESCO công nhận là Di sản thế giới.

## Lịch sử
Thành phố có lịch sử từ thời tiền sử. Các cuộc khảo sát khảo cổ đã tiết lộ nhiều dấu vết của một làng quê từ tận thiên niên kỷ thứ 3 trước Công nguyên và nó đã có mối liên kết về văn hóa với Bactria-Margiana. Thành phố này đã từng được đề cập đến với tên gọi Mouru cùng với Balkh. Trong Hỏa giáo, vị thần Ahura Mazda đã tạo ra Mouru như là một trong mười sáu vùng đất hoàn hảo.
Dưới thời Đế quốc Achaemenes (năm 550–330 TCN) các ghi chép lịch sử đề cập đến Merv như là một nơi của một số quan trọng dưới tên Margu như là một trong những Satrap trong Chữ khắc Behistun (515 TCN) dưới triều đại Darius I của Ba Tư. Thành phố đầu tiên của Merv được thành lập vào thế kỷ thứ 6 trước Công nguyên như là một phần của việc mở rộng đế quốc Achaemenes của Cyrus Đại đế (559–530 TCN).
Câu chuyện về việc Alexandre Đại đế đến thăm Merv chỉ là huyền thoại, nhưng thành phố được đặt tên là Alexandria (Ἀλεξάνδρεια) sau một thời gian ông trị vì. Sau khi Alexander qua đời vào năm 323 TCN, Merv trở thành thủ phủ của tỉnh Margiana của Seleukos, Hy Lạp-Bactria (256-125 TCN), Parthia, Sasan. Antiochos I Soter của Seleukos là người đã đổi Merv thành Antiochia Margiana. Ông đã xây dựng lại và mở rộng thành phố tại địa điểm hiện được gọi là pháo đài Gyaur Gala (Gäwürgala). Sau sự sụp đổ của triều đại Seleukos vào năm 63 TCN, Bactria, Parthia và Kushan liên tiếp nắm quyền kiểm soát trong khoảng thời gian sau đó. Vào năm 53 TCN, khoảng 10.000 tù nhân La Mã từ Trận Carrhae dường như đã bị dẫn giải đến Merv.